# Варнава (Настич)
Епи́скоп Варна́ва (в миру Во́ислав На́стич, серб. Војислав Настић; 31 января 1914, Гэри, штат Индиана — 12 ноября 1964, монастырь Беочин, Сербия) — епископ Сербской Православной Церкви, епископ Хвостанский, викарий Патриарха Сербского.
В 2004 году Канонизирован Сербской православной церковью в лике священноисповедника.

## Биография
Родился 31 января 1914 года в городке Гэри, штат Индиана, США, в семье эмигрантов из Старой Герцеговины. Отца звали Афанасий.
Когда Воислав окончил второй класс начальной школы, семья переехала жить в Сараево, вошедшее в состав образованного после Первой мировой войны Королевства сербов, хорватов и словенцев. Там он окончил начальную школу.
Проявив надлежащие способности и прилежание, Воислав с отличием окончил гимназию. Выбирая дальнейший жизненный путь, он вместе с отцом отправился в расположенный на юге страны Охрид чтобы попросить совета у епископа Охридского Николая (Велимировича). Уже тогда Воислав имел намерение стать монахом. Епископ Николай благословил его на поступление на Богословский факультет Белградского университета.
По свидетельству его близкого приятеля протоиерея Лазаря Милина, к моменту поступления на факультет Воислав, обладая прекрасным гимназическим образованием, отлично знал сольфеджио, играл на виолончели, владел английским, французским и немецким языками. В студенческие годы, сохраняя стремление к иноческой жизни, он проявил себя всесторонне развитым молодым человеком. Особенно Воислав любил музыку и спорт.
В 1937 году окончил с отличием Богословский факультет Белградского университета, служил законоучителем в гимназии в Сараеве.
По окончании учёбы вернулся в Сараево и получил должность преподавателя-катехизатора в двух школах одновременно.
В 1940 году в монастыре Милешева митрополитом Дабробоснийским Петром (Зимоньичем), пострижен в монашество в честь апостола Варнавы и в том же году рукоположён во иеродиакона.
Во время Второй мировой войны и немецкой оккупации оставался в Сараеве. Отверг предложение главы усташского Независимого государства Хорватия Анте Павелича войти в клир раскольничьей Хорватской Православной Церкви.
После окончания войны епископом Зворницко-Тузланским Нектарием (Крулем) был рукоположён во иеромонаха и произведён в сан протосинкелла.
20 мая 1947 года на заседании Священного Архиерейского Собора протосинкелл Варнава был избран викарным епископом с титулом Хвостанский.
19 августа 1947 года состоялась епископская хиротония, которую совершил Патриарх Сербский Гавриил в сослужении епископов Зворницко-Тузланского Нектария (Круля) и Злетовско-Струмицского Викентия (Проданова).
Помогал администратору Дабро-Босанской и Захумско-Герцеговинской епархий епископу Нектарию (Крулю).
За критику действий коммунистического руководства Югославии в начале 1948 года был арестован и 1 марта осуждён сроком на 10 лет за «шпионаж в пользу англо-американцев». Среди сербского населения Югославии было распространено мнение, что епископ Варнава был осуждён властями в качестве компенсации хорватам за арест и осуждение за сотрудничество с усташским режимом в годы второй мировой войны католического архиепископа Загреба Алоизия Степинаца.
Отбывал тюремное заключение в Зенице. Пребывая в строжайшей изоляции, подвергался унижениям и издевательствам. В 1949 году был переведён в тюрьму в Сремскую Митровицу. Во время этапирования в Митровицу епископ Варнава с другими осужденными стал жертвой железнодорожной катастрофы, в результате которой у него были сломаны обе ноги и рука. При этом полиция запретила очевидцам происшествия оказывать первую помощь пострадавшим. Когда епископ Варнава находился на операционном столе в больнице, офицеры безопасности мешали врачам оказывать медицинскую помощь. После нескольких месяцев проведенных в больнице, епископ Варнава был переправлен в Белград. Здесь ему было определено пребывание во Введенском монастыре, где он провел в лежачем положении около года.
В 1951 году условно был отпущен на свободу с местом пребывания в монастыре Гомионица. Находился под постоянным контролем Управления государственной безопасности. В 1951 году церковноначалием был почислен на покой.
В марте 1954 году подал прошение о возвращении к архипастырскому служению, но получил отказ. По истечении срока условного заключения переехал в монастырь Крушедол, а оттуда в монастырь Беочин.
Скончался 12 ноября 1964 года в монастыре Беочин при невыясненных обстоятельствах, возможно, был отравлен. Похоронен там же, в храме Вознесения Господня.

## Канонизация

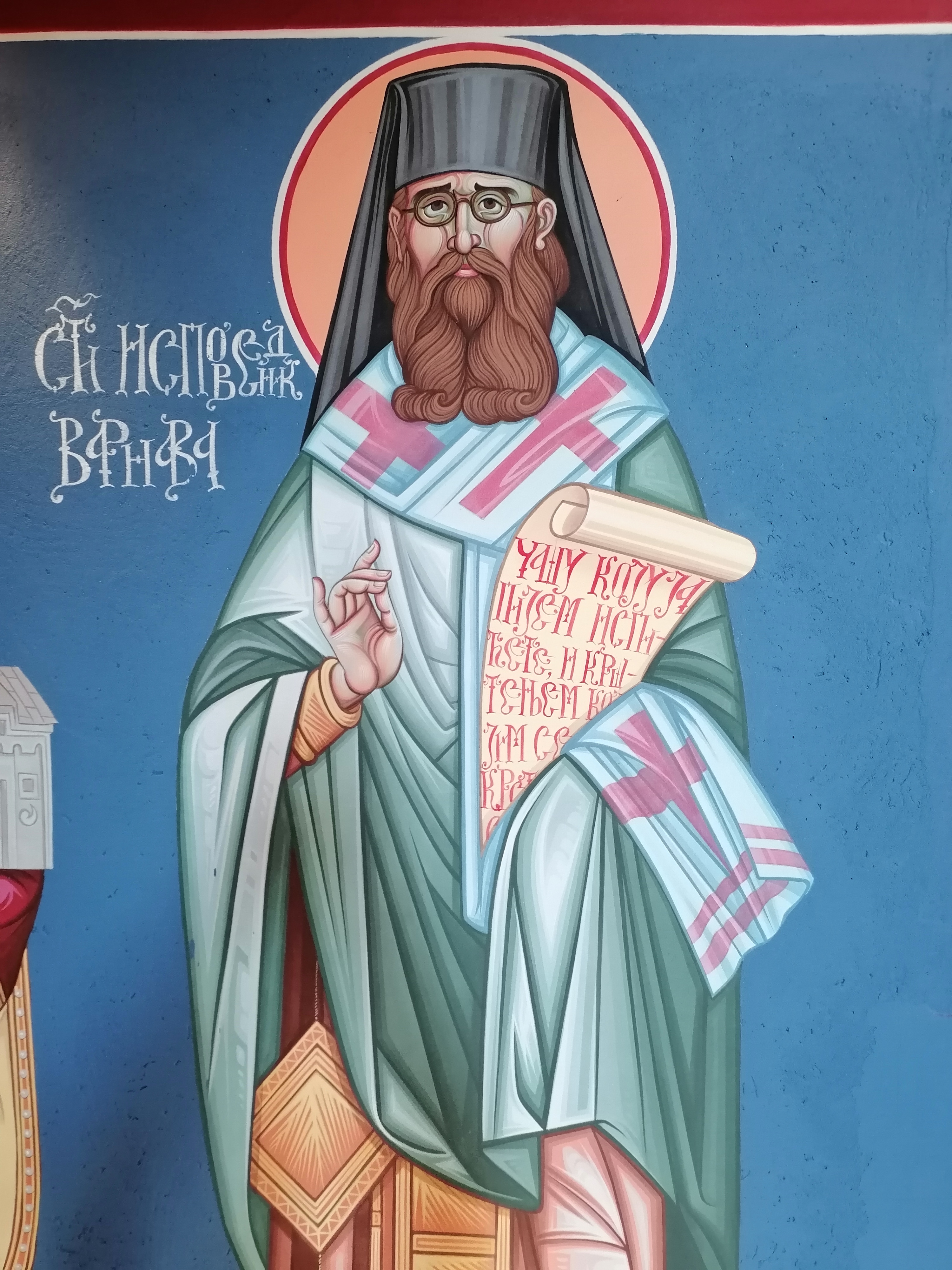

Решением Священного Архиерейского Собора от 18 мая 2004 года имя Варнавы, викарного епископа Хвостанского, внесено в диптих святых и календарь Сербской Православной Церкви. Торжественная канонизация была совершена 15 мая 2005 года во время соборного богослужения в монастыре Житомислич. Память святого празднуется 12 ноября.